# 7α-Hidroksiholesterol
7α-Hidroksiholesterol je prekurzor žučne kiseline. On se formira posredstvom holesterol 7 alfa-hidroksilaze.